# I gusti del terrore
I gusti del terrore (Ice Cream Man) è un film del 1995 diretto e prodotto da Paul Norman.

## Trama
Durante gli anni '60, in un sobborgo di Los Angeles, il giovane Gregory Tudor assiste all'omicidio del suo gelataio locale, noto come "Il Re dei Gelati", in una sparatoria. Nel presente, Gregory, dopo essere stato dimesso da una clinica psichiatrica dai metodi controproducenti e abusivi, ha intrapreso l'attività del "Re", facendosi chiamare "Il Principe dei Gelati" e utilizzando il camion dell'uomo. All'insaputa di tutti, Gregory usa il furgoncino fatiscente come una sorta di laboratorio e i suoi gelati sono pieni di insetti, topi e pezzi di cadaveri smembrati.
Una notte, Gregory uccide un cane appartenente all'infermiera Wharton, il suo padrone di casa e un inserviente che lo aveva curato per il suo trauma infantile. La stessa notte Roger, un ragazzo del vicinato, scompare. Avendo assistito alla personalità inquietante di Gregory, gli altri bambini sospettano che abbia rapito Roger, ma la polizia e Wharton non sospettano nulla. Tre bambini, Johnny, Heather e Tuna, accettano di cercare Roger. Poco dopo, un altro ragazzino conosciuto come Piccolo Paul, spesso bersaglio del dileggio degli altri ragazzini, scompare.
Inizialmente incapaci di dimostrare che Gregory è pericoloso, i ragazzi hanno difficoltà a convincere la polizia a portare avanti le loro affermazioni. Nel frattempo, Gregory ha ricorrenti flashback sul suo trattamento abusivo al Pozzo dei Desideri. Mentre i ragazzi scavano più a fondo, scoprono che Gregory ha rapito Roger e Piccolo Paul e li ha imprigionati in una gabbia nel furgoncino. Tuttavia, Piccolo Paul mostra un macabro interesse per gli esperimenti del maniaco, quindi Gregory lo prende sotto la sua ala protettrice.
Due detective indagano sul Pozzo dei Desideri, che non è regolamentato e aperto a tutti; i pazienti instabili vagano liberamente e causano il caos, mentre i medici e gli amministratori sono pazzi. Fuggendo, la polizia ora crede ai bambini e si prepara a cercare Roger e Piccolo Paul. Gregory rapisce Tuna e Heather chiede aiuto al fratello maggiore di Johnny, Jacob, per indagare, ma Gregory uccide Jacob e la sua ragazza. Piccolo Paul attira Gregory tenendo una foto del Re dei gelati sul viso e lo conduce nel tritanoci, dove Gregory viene smembrato. 
Roger e Tuna si riuniscono con i loro amici, che rivelano che Piccolo Paul è stato mandato in terapia. La scena finale mostra il ragazzino da solo in una stanza buia, che agita silenziosamente un secchiello di gelato, con il viso distorto in uno sguardo malvagio, proprio come quello di Gregory, facendo intuire che potrebbe diventare pazzo e omicida come lui a causa dei traumi subiti dall'esperienza, dando inizio a un circolo vizioso.